# 山﨑達璽
山﨑 達璽（やまざき たつじ、1974年9月18日 - ）は、日本の映画監督。日本映画監督協会会員。

## 略歴
愛知県名古屋市出身。名古屋市立名東高等学校、日本大学藝術学部映画学科監督コース卒業。日本大学大学院芸術学研究科映像芸術専攻（修士課程）修了。
幼い頃から特撮・怪獣映画に興味を示し、小学生の頃から8mmフィルムを回し始める。大学在学中は歌舞伎などの古典芸能に深く傾倒する。監督作品『夢二人形』（1998年）が、日本人最年少で第52回カンヌ国際映画祭（1999年）に正式出品され、その後、イギリス・イタリア・韓国などで上映される。同作を中核とする「大正ロマン三部作」は国際的に高い評価を受けた。
その後はJazztronik／野崎良太などのミュージック・ビデオにも活動の場を広げる。2008年、長編時代劇『宮城野』（矢代静一原作、毬谷友子・片岡愛之助主演）を完成。
三島由紀夫研究会会員。市川春猿後援会『梓春会』会員。大の中日ドラゴンズファンでもある。
東京映画映像学校講師。

## 主な監督作品
- 夢現坐乱事-ゆめうつついすのみだれごと-（1997年）
- 夢二人形（1998年）
- 三面夢姿繪-みつおもてゆめのすがたえ-（2000年）
- 宮城野（2008年）
- 宮城野＜ディレクターズカット版＞（2008年）